# Goruševnjak
Goruševnjak falu Horvátországban, Varasd megyében. Közigazgatásilag Vinicához tartozik.

## Fekvése
Varasdtól 17 km-re nyugatra, községközpontjától Vinicától 3 km-re délnyugatra a Zagorje hegyei között fekszik.

## Története
A falunak 1857-ben 62, 1910-ben 103 lakosa volt. A trianoni békeszerződésig Varasd vármegye Varasdi járásához tartozott. 2001-ben 29 háztartása és 79 lakosa volt.

## Népessége
| Lakosság változása | Lakosság változása | Lakosság változása | Lakosság változása | Lakosság változása | Lakosság változása | Lakosság változása | Lakosság változása | Lakosság változása | Lakosság változása | Lakosság változása | Lakosság változása | Lakosság változása | Lakosság változása | Lakosság változása | Lakosság változása |
| ------------------ | ------------------ | ------------------ | ------------------ | ------------------ | ------------------ | ------------------ | ------------------ | ------------------ | ------------------ | ------------------ | ------------------ | ------------------ | ------------------ | ------------------ | ------------------ |
| 1857               | 1869               | 1880               | 1890               | 1900               | 1910               | 1921               | 1931               | 1948               | 1953               | 1961               | 1971               | 1981               | 1991               | 2001               | 2011               |
| 62                 | 91                 | 96                 | 129                | 111                | 103                | 97                 | 140                | 66                 | 132                | 119                | 98                 | 73                 | 103                | 79                 | 74                 |